# Chalinolobus morio
Chalinolobus morio är en fladdermusart som först beskrevs av Gray 1841.  Chalinolobus morio ingår i släktet Chalinolobus och familjen läderlappar. IUCN kategoriserar arten globalt som livskraftig. Inga underarter finns listade i Catalogue of Life.
Arten blir ungefär 60 mm lång och den väger cirka 9 g. Chalinolobus morio kännetecknas av chokladbrun päls och en nos som påminner om mopsens nos.
Denna fladdermus förekommer med flera populationer i Australien. Den största populationen finns längs östra och södra kusten. Andra populationer hittas i kontinentens centrum, i centrala Queensland, i nordvästra Western Australia och på Tasmanien. Arten vistas i låglandet och i bergstrakter upp till 1550 meter över havet. Habitatet varierar mellan bland annat regnskogar och öppna gräsmarker.
Individerna vilar i grottor, i byggnader och i trädens håligheter. Ofta förekommer större kolonier vid viloplatsen som kan ha upp till 1000 medlemmar. Per kull föds vanligen en unge. I träd sover cirka 10 till 20 exemplar tillsammans. De jagar på natten flygande insekter som nattfjärilar. Vid jakten används ekolokaliseringen och lätet har en frekvens av cirka 50 kHz. Individerna håller under den kalla årstiden vinterdvala och kroppens temperatur kan sjuka till 10 °C.